# Pomacentrus baenschi

Pomacentrus baenschi es una especie de peces de la familia Pomacentridae en el orden de los Perciformes.

## Morfología
Los machos pueden llegar alcanzar los 10 cm de longitud total.

## Hábitat
Es un pez de mar.

## Distribución geográfica
Se encuentra en  África Oriental entre Kenia y Mozambique. También en las Comoras y arrecifes de coral del Canal de Mozambique.